# Mogranj
Mogranj (nar, granat, šipak, lat. Punica), maleni biljni rod s dvije vrste listopadnog grmlja i drveća iz porodice vrbičevki, najvažniji predstavnik je obični mogranj (Punica granatum), koje potječe iz jugozapadne Azije, odakle proširio po Sredozemlju, a zatim i po cijelome svijetu.
Druga vrsta, P. protopunica, raste na otoku Sokotra, ali tamo nema večeg značaja za prehranu.
Ime roda dano je po nekadašnjem području koje se nalazilo na mjestu današnjeg Tunisa, jer su prema Pliniju, plodovi mogranja iz Punije (Kartaga) bili najbolji, a nazivali su ih  malum punicum (kartažanska jabuka). 